# جيم كرايغ (لاعب كرة قدم أسترالية)
جيم كرايغ (بالإنجليزية: Jim Craig)‏ هو لاعب كرة قدم أسترالية أسترالي، ولد في 15 أكتوبر 1900 في كالغورلي في أستراليا، وتوفي في 23 نوفمبر 1978 في Embleton, Western Australia ‏ في أستراليا.

## وصلات خارجية
- جيم كرايغ على موقع AustralianFootball.com (الإنجليزية)